# جرج ماسکونی
جُرج ریچارد ماسکونی (انگلیسی: George Richard Moscone؛ ‏ ‎/məˈskoʊni/‎‏mə-SKOH-nee؛ ‏ ۲۴ نوامبر ۱۹۲۹ – ۲۷ نوامبر ۱۹۷۸) وکیل و سیاستمدار حزب دموکرات اهل ایالات متحده آمریکا بود. وی از سال ۱۹۷۶ تا زمان ترورش در نوامبر ۱۹۷۸ میلادی، سی و هفتمین شهردار سان فرانسیسکو بود. به او لقب «شهردار مردم» داده بودند چرا که درهای شهرداری را به روی تمامی افراد گشود و اجازه داد سیاه‌پوستان آمریکا، آسیایی آمریکایی‌ها و همجنس‌گراها هم به شهرداری بپیوندند. ماسکونی از سال ۱۹۶۷ تا زمانی که شهردار شد در سنای ایالت کالیفرنیا به عنوان رهبر اکثریت خدمت کرد. از ماسکونی به عنوان مدافع ترقی‌گرایی مدنی یاد می‌شود.
وی از آمریکایی‌های ایتالیایی‌تبار بود و در بخش ایتالیایی‌نشین مارینا به‌دنیا آمد. خانواده‌اش از اهالی پیه‌مونته و لیگوریا در ایتالیا بودند. پدرش یک افسر و نگهبان زندان ایالتی سان کوئنتین و مادر خانه‌دار بود. ماسکونی در سال ۱۹۵۳ در رشتهٔ جامعه‌شناسی مدرک کارشناسی خود را دریافت داشت و سپس در دانشگاه کالیفرنیا، کالج حقوق هیستینگز مدرک کارشناسی حقوق گرفت. وی پس از خدمت در نیروی دریایی ایالات متحده آمریکا، از سال ۱۹۵۶ وکالت را در دفتر خصوصی خود آغاز کرد. او در سال ۱۹۷۵ در رقابتی نزدیک با نامزد حزب جمهوری‌خواه و تنها ۵۰۰۰ رای بیشتر در مرحله دوم انتخابات شهردار سان فرانسیسکو شد.
جرج ماسکونی در نوامبر ۱۹۷۸ با شلیک گلوله دن وایت (افسر سابق پلیس و یکی از اعضای مستعفی شورای شهر) به قتل رسید. دن وایت بلافاصله پس از کشتن ماسکونی به دفتر کار هاروی میلک رفت و او را نیز کشت.
از فیلم‌ها یا برنامه‌های تلویزیونی که وی در آن نقش داشته است، می‌توان به زمانه هاروی میلک اشاره کرد.